# Споднє Слемене
Споднє Слемене (словен. Spodnje Slemene) — поселення в общині Шентюр, Савинський регіон, Словенія. 
Висота над рівнем моря: 447,8 м.